# Varnsdorf
Varnsdorf (niem. Warnsdorf, górnołuż. Warnoćicy) – miasto w Czechach, w kraju usteckim. Powierzchnia miasta wynosi 2 621 ha, a liczba jego mieszkańców 16 098 osób według danych za rok 2008. Jest największym miastem okręgu szluknowskiego (šluknovský výběžek) i drugim co do wielkości miastem powiatu dieczinskiego (okres Děcin). Położony jest na północnym krańcu Gór Żytawskich nad rzeką Mandawą, w bezpośredniej bliskości granicy niemieckiej, która otacza miasto od strony wschodniej i północnej.

## Demografia
| Rok             | 1970   | 1980   | 1991   | 2001   | 2003   |
| --------------- | ------ | ------ | ------ | ------ | ------ |
| Liczba ludności | 14 512 | 16 356 | 16 266 | 16 040 | 15 895 |

Źródło: Czeski Urząd Statystyczny
Według narodowego spisu powszechnego z 2001 roku, Varnsdorf liczył 16 040 mieszkańców, z czego 14 331 obywateli poczuwało się do narodowości czeskiej, 638 słowackiej, 397 niemieckiej, 121 polskiej, 118 wietnamskiej, 24 morawskiej, 22 ukraińskiej a jedna osoba uważała się za przynależną do narodowości śląskiej. Jeśli chodzi o strukturę wyznaniową według tego samego spisu z 16 040 mieszkańców to jedynie 2610 przynależało do jakiegoś wyznania. 12 741 określało się jako bezwyznaniowcy, a 689 odmówiło odpowiedzi na to pytanie. Z tych 2610 wierzących, 2011 uważało się za katolików. W 2008 roku została otwarta w Varnsdorfie pierwsza w Czechach świątynia buddyjska do której uczęszczają niektórzy członkowie miejscowej wspólnoty Wietnamczyków. W mieście od 1995 roku funkcjonuje katolickie gimnazjum biskupie (Biskupské gymnázium Varnsdorf), a Varnsdorf wraz z tą częścią Czech północnych przynależy do diecezji litomierzyckiej.

## Historia

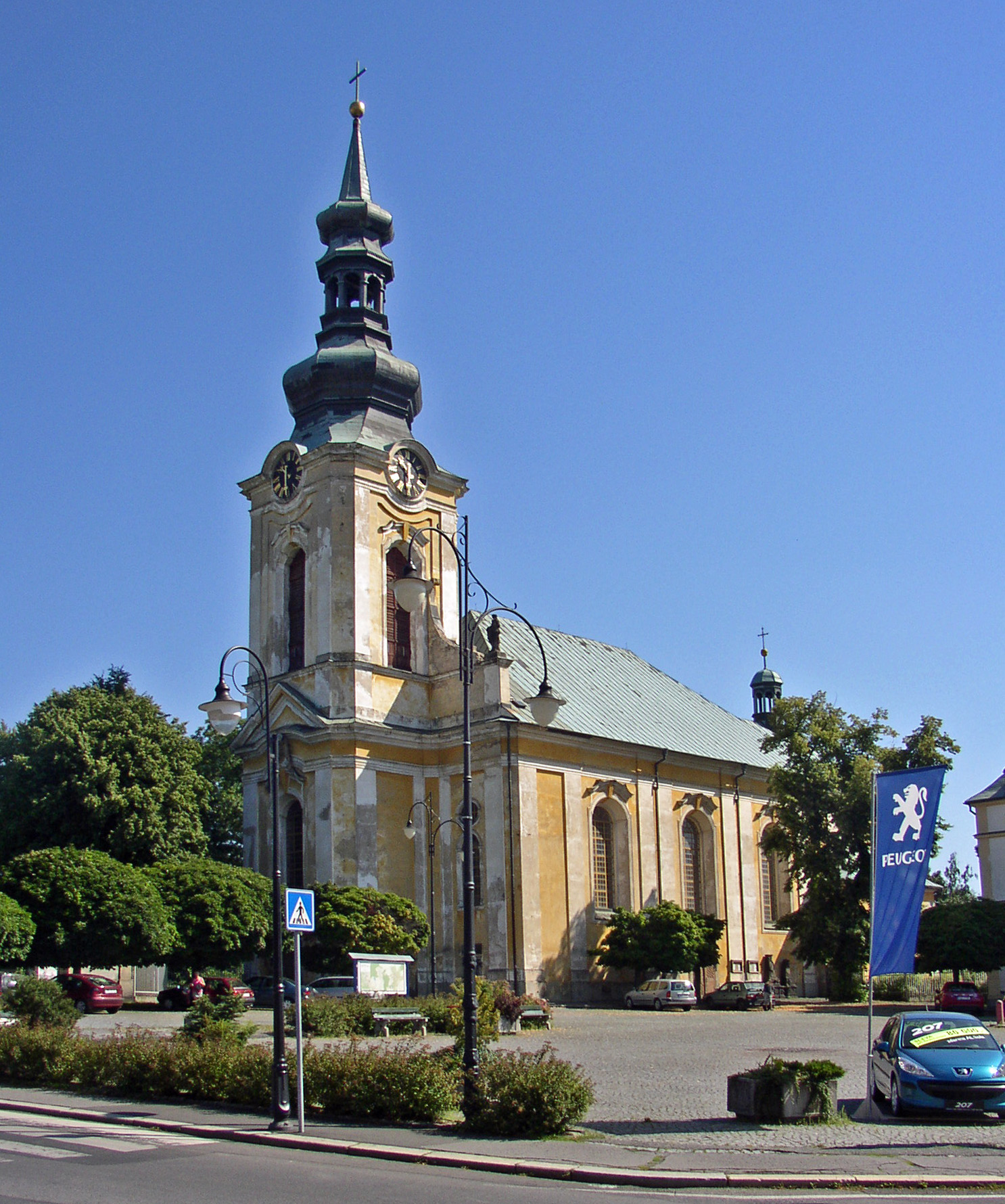
Kościół farny św. Piotra i Pawła w Varnsdorfie

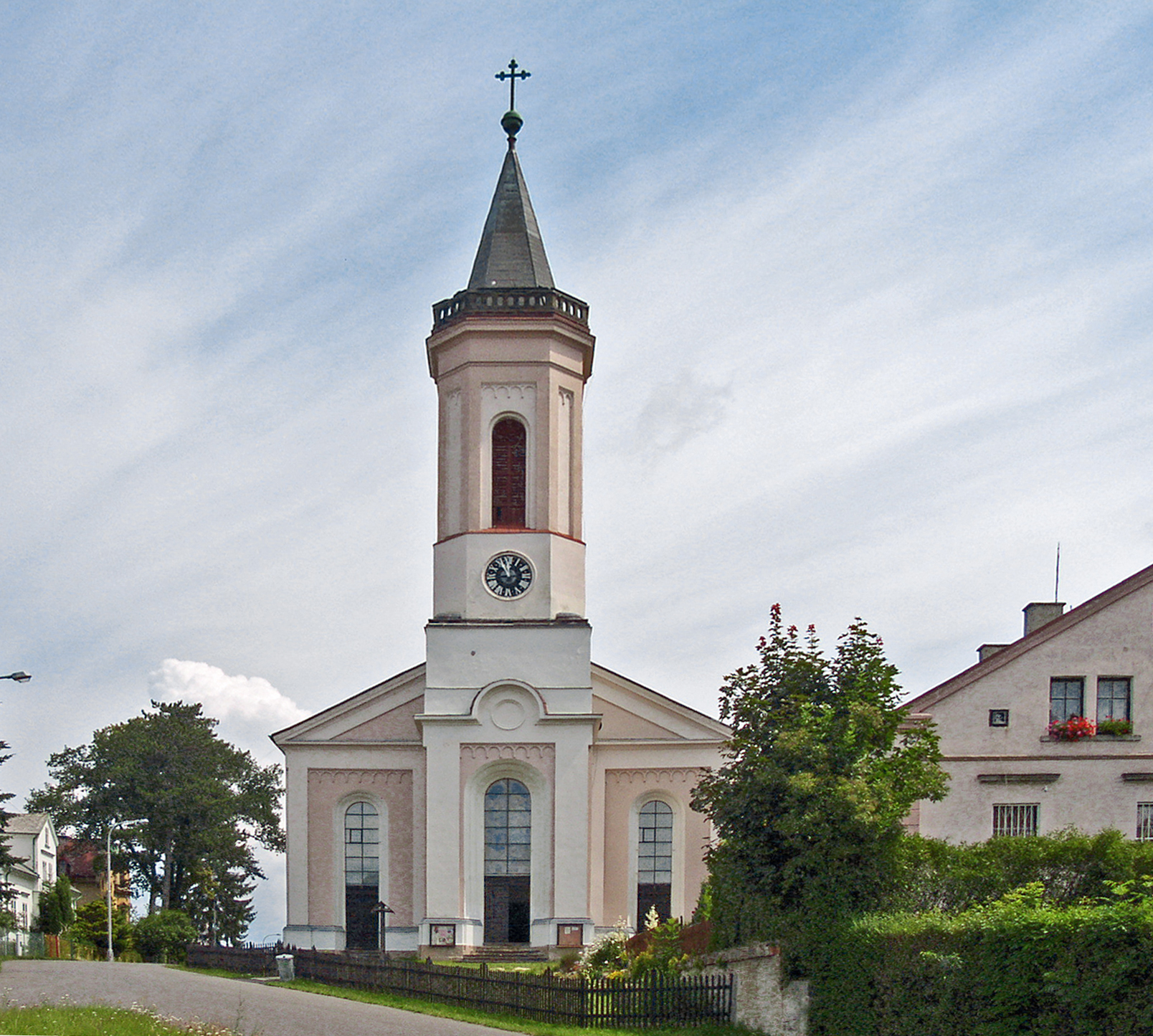
Kościół Starokatolicki w Varnsdorfie

Dzieje miasta Varnsdorf rozpoczynają się w roku 1849, kiedy to powstała nowa osada z połączenia kilku wiosek, licząca około 10 000 mieszkańców, nazwana ówcześnie największą wsią Austro-Węgier. W 1868 roku uzyskał on prawa miejskie. Pierwotnie pierwsze wzmianki o osadzie Wernardi villa pochodzą już z roku 1352. W wiekach XIV i XV osada była przedmiotem częstych sporów terytorialnych pomiędzy czeskimi możnowładcami a miastami łużyckimi, które rościły sobie prawo do wsi, która była świadkiem przemarszów wojsk zwaśnionych stron. Miasto nigdy nie było obmurowane. Od roku 1485 Varnsdorf był własnością rodu Šlejniců. Początkowo głównym zajęciem mieszkańców Varsndorfu była uprawa oraz przetwórstwo lnu, które na przełomie XVII/XVIII w. przybrało formę manufakturową i dało początek przyszłemu przemysłowi tekstylnemu. W XIX wieku Varnsdorf stał się już w pełni miastem przemysłowym zwanym Małym Manchesterem. Oprócz przemysłu tekstylnego zaczął rozwijać się także przemysł maszynowy i przetwórstwo żywności. W 1830 roku w kościele farnym odbyła się pierwsza publiczna premiera wykonania Missa Solemnis Ludwiga van Beethovena, a w roku 1888 założono w Varnsdorfie biskupstwo starokatolickie. W niepodległej Czechosłowacji nadal dominowała tutaj ludność niemiecka. W roku 1930 z 22 793 mieszkańców miasta jedynie 1512 uważało się za Czechów. Ogromnie popularna była wówczas Partia Sudeckoniemiecka Konrada Henleina. Drugiego października 1938 r., na mocy postanowień układu monachijskiego, do miasta wkroczyły jednostki Wehrmachtu.
Druga wojna światowa szczęśliwie ominęła miasto, natomiast po wojnie, 5.03.1947 r., doszło do głośnego strajku (varnsdorfska stávka), w czasie którego robotnicy przeciwstawili się roszczeniom odzyskania fabryki przez niemieckiego przemysłowca pochodzenia żydowskiego Emila Beera, który jeszcze przed 1938 roku wyemigrował na Zachód. Około 10 000 robotników doprowadziło do unieważnienia roszczeń. Wydarzenia te miały ogromny wpływ na komunistyczny przewrót w Czechosłowacji w lutym 1948. W komunistycznej Czechosłowacji oficjalna propaganda określała miejscowość jako miasto młodości, ogrodów i kominów (fabryk). Historyczna zabudowa zaczęła stopniowo ustępować blokowiskom (panelaký). W 1980 roku do miasta przyłączono część Studánka. W 1995 roku powołano do życia mały euroregion Mandava-Sprewa grupujący pobliskie miasta czeskie i niemieckie (Sohland, Šluknov, Ebersbach, Jiříkov, Rumburk, Neugersdorf, Varnsdorf, Dolní Podluží, Großschönau i Waltersdorf).
Prócz tego miasto wchodzi w skład Euroregionu Nysa.

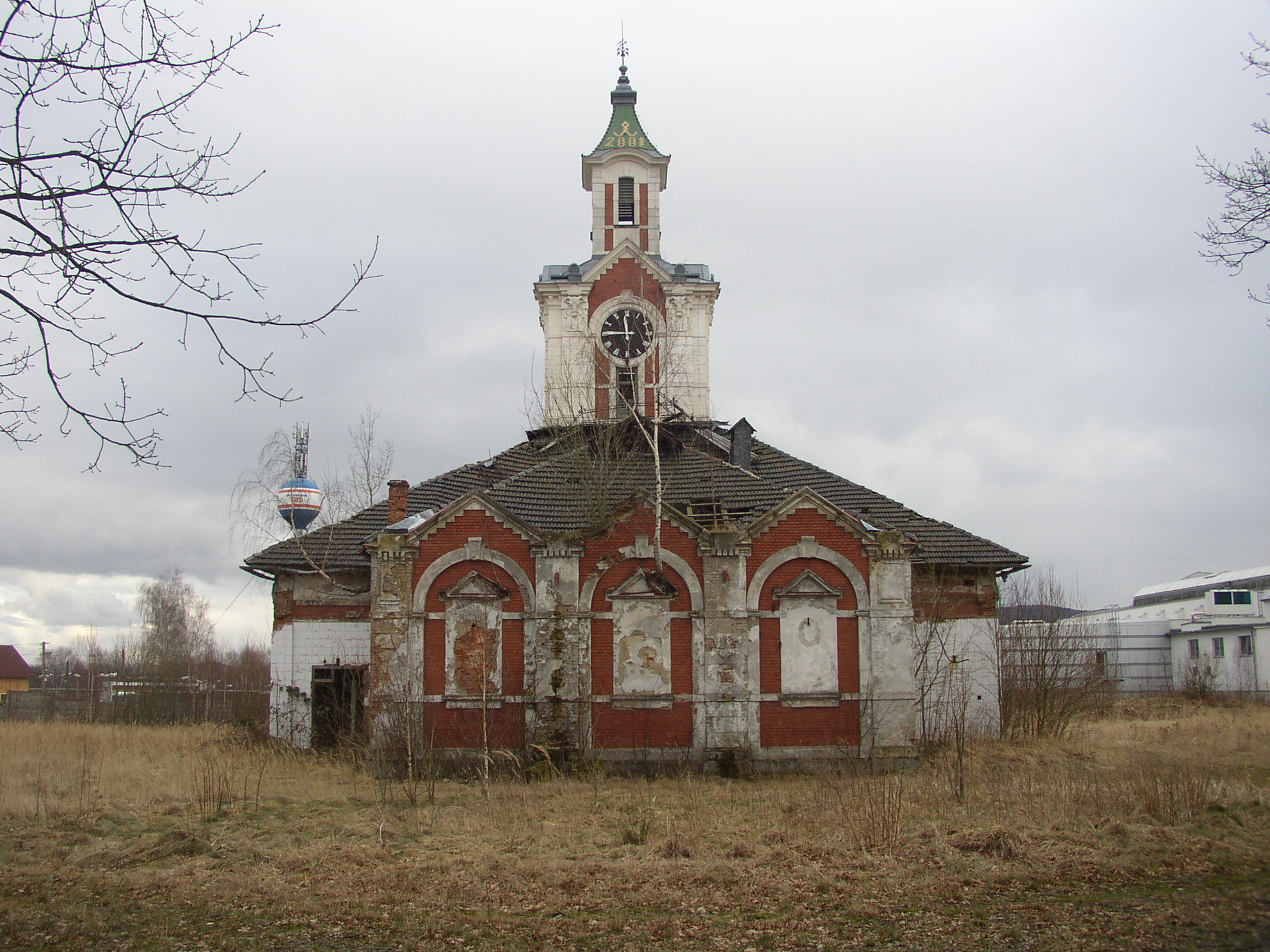
Pozostałości po rzeźni

## Zabytki

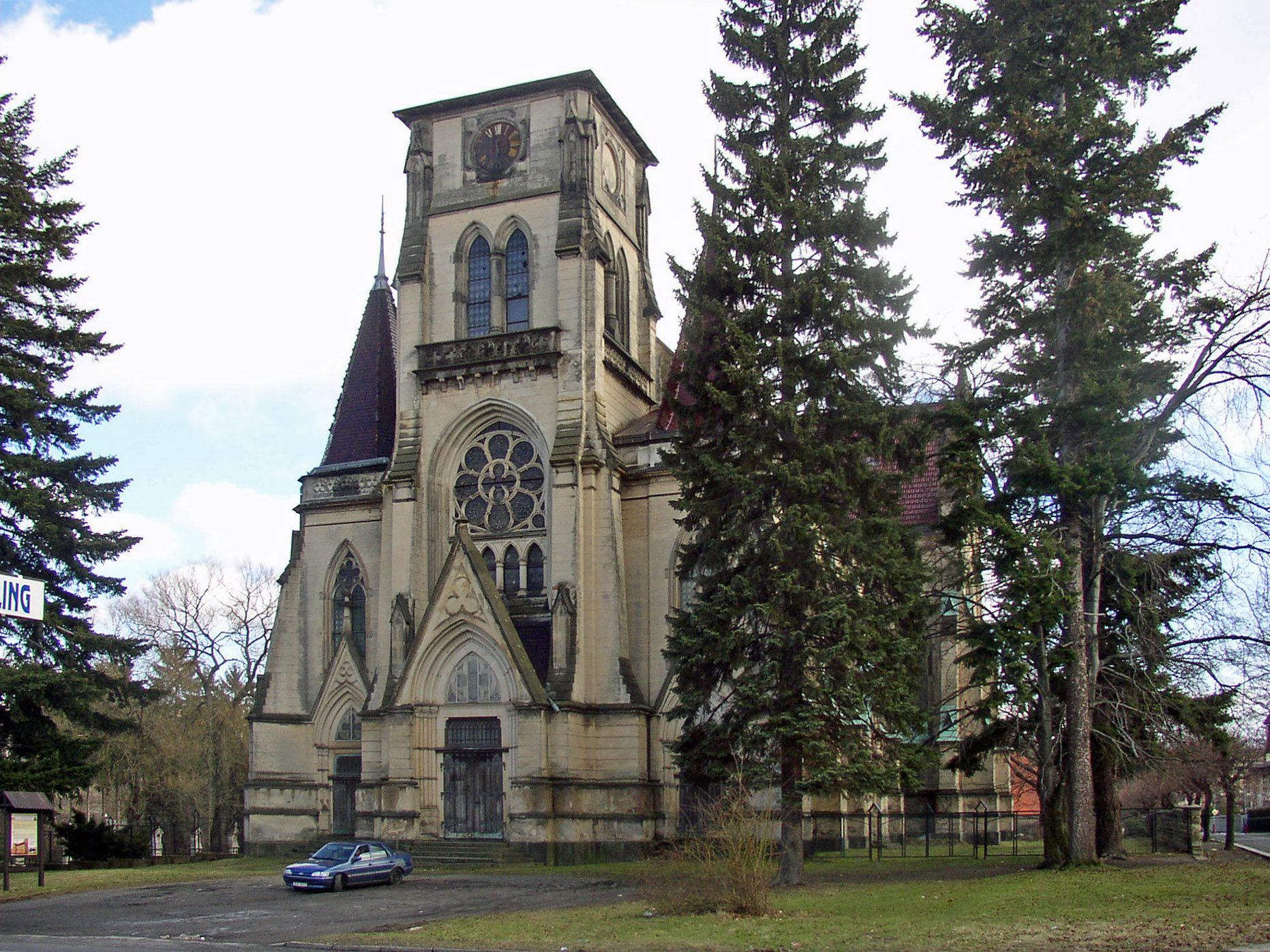
Kościół św. Karola Boromeusza w Varnsdorfie

- Kościół farny pw. św. Piotra i Pawła stojący na rynku (Namesti E. Beneša). Barokowy, wybudowany w latach 1766-1776 na miejscu kościoła z XIII w. Dzieło architekta Krzysztofa Kosche. Wnętrze w stylu barokowym i klasycystycznym. Organy pochodzące z 1904 r. są dziełem mistrza Eulego z Bautzen. Obraz “Madonny w zieleni” jest dziełem mistrza Františka Tkadlíka. To w tym kościele odbyło się pierwsze wykonanie Missa solemnis Beethovena o czym przypomina tablica umieszczona przed bocznym wejściem do kościoła.

- Neogotycki kościół św. Karola Boromeusza stojący przy ul. Karlověj wybudowany w latach 1904–1912.

- Kościół starokatolicki założony w roku 1875. Jego wnętrze zdobi relief przedstawiający Trzech Króli oraz wykonana z alabastru figura Chrystusa z 1882 roku będąca dziełem rzeźbiarza Vincenza Pilza z Varnsdorfu.

- Pozostałe ciekawe architektonicznie budynki z czasów austro-węgierskich to: secesyjny gmach szkoły przy ul. T. G. Masaryka oraz liczne wille z XIX wieku wybudowane w stylu historyzmu. Przedmieścia miasta mające charakter zdecydowanie wiejski obfitują w przykłady licznych domów przysłupowych wykonanych w stylu łużyckim. W dzielnicy Studanka znajduje się pseudoromański kościół św. Franciszka z Asyżu z 1872 roku. Ponadto w mieście są godne uwagi: rzeźba św. Antoniego z piaskowca na Národni třídě i kolumna Trójcy Przenajświętszej stojąca przy ulicy Pohranični stráže.

## Komunikacja i transport

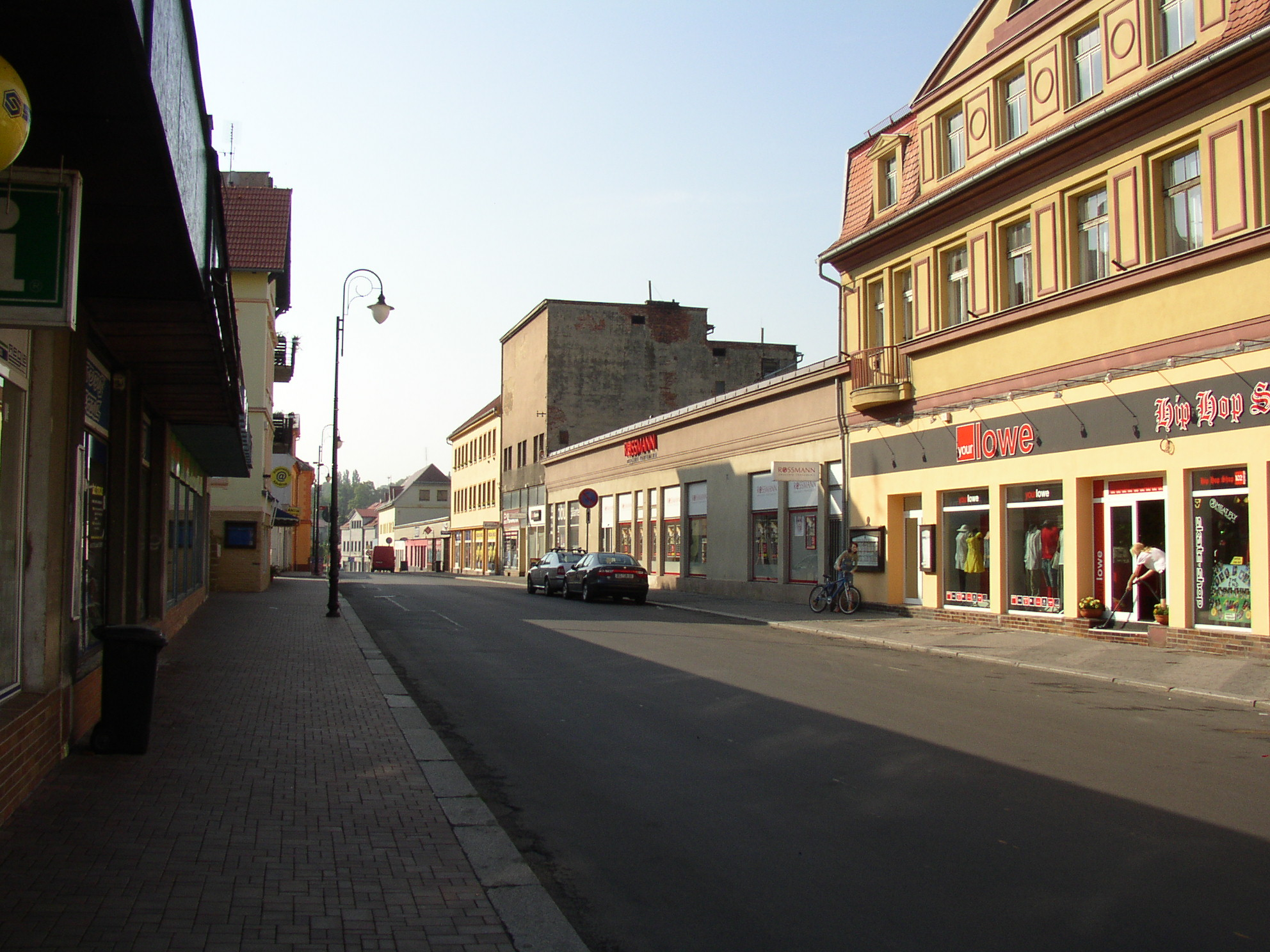
Národní třída

Przez zachodnią dzielnicę miasta Studánka przebiega droga krajowa (pierwszej klasy) nr 9 prowadząca od przejścia granicznego Rumburk - Neugersdorf do Pragi, ponadto przez miasto przebiegają dwie drogi drugiej klasy nr 265 łącząca Studánkę z przejściem Varnsdorf - Seifhennensdorf oraz 264 łącząca centrum miasta z drogą nr 9. Przed wstąpieniem Czech do strefy Schengen istniało także przejście turystyczne Varnsdorf - Großschönau. Do miasta doprowadzona jest linia kolejowa nr 089 z Rybniště do Liberca obsługiwana przez Koleje Czeskie (Česke Drahy) jak i również przejeżdżają przez nią tranzytem pociągi spółki Trilex z Żytawy do Seifhennersdorfu. W mieście są trzy stacje kolejowe (jedna zlokalizowana przy prywatnym browarze). Autobusy oraz busy zapewniają połączenia z okolicznymi miejscowościami oraz Děcinem (34 km) i Libercem (32 km).

## Kultura i czas wolny

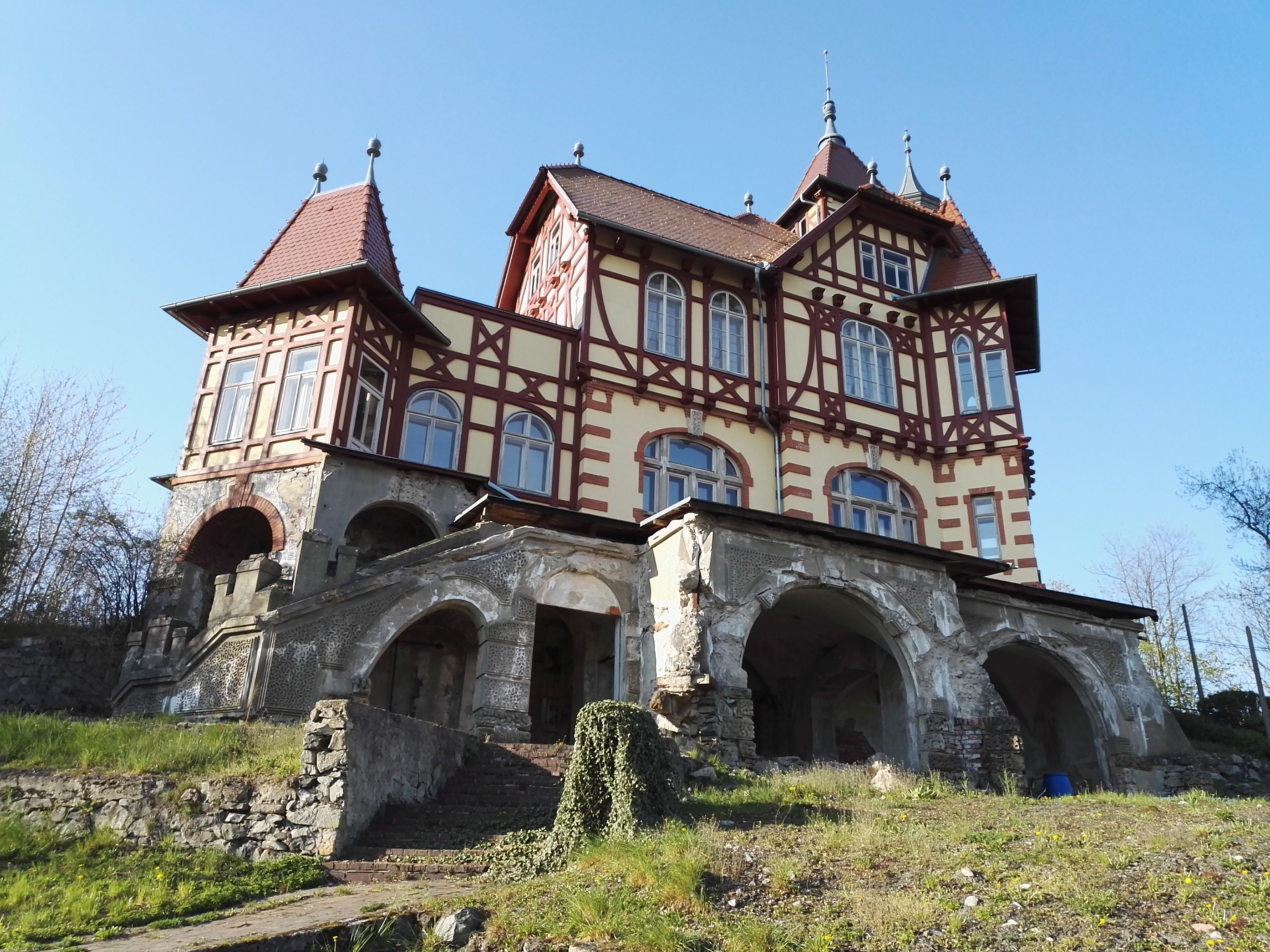
Restauracja turystyczna na górze Hradek

W przygranicznym mieście krzyżują się wpływy kultury czeskiej, niemieckiej i serbołużyckiej. Przed wojną działał tutaj serbołużycki kompozytor Bjarnat Krawc i jego córka Hanka Krawcec, która po wojnie wyemigrowała. W mieście działają galerie i biblioteki posiadające bogaty księgozbiór także w języku dolnoserbołużyckim i niemieckim. Od 1952 roku działa w mieście jedyny teatr w okręgu szluknowskim. W mieście działa także muzeum, w którym można zobaczyć obrazy i grafiki Hanki Krawcec.
Bliskość gór (szczytu Jedlova) oraz granicy sprzyja rozwojowi turystyki. Wokół miasta jest dużo międzynarodowych ścieżek rowerowych i pieszych (szlak E10). W pobliżu granicy znajduje się tzw. Hraniční rybník będący źródłem wody pitnej, jak również miejscem rekreacji (kąpiel jest jednak wzbroniona). W pobliżu granicy z Niemcami na górze Hradek (429 m) znajduje się wieża widokowa zbudowana na ruinach renesansowego zamku. W 2005 r. obiekt został po latach niszczenia odnowiony przy współpracy samorządu niemieckiego.

## Przemysł

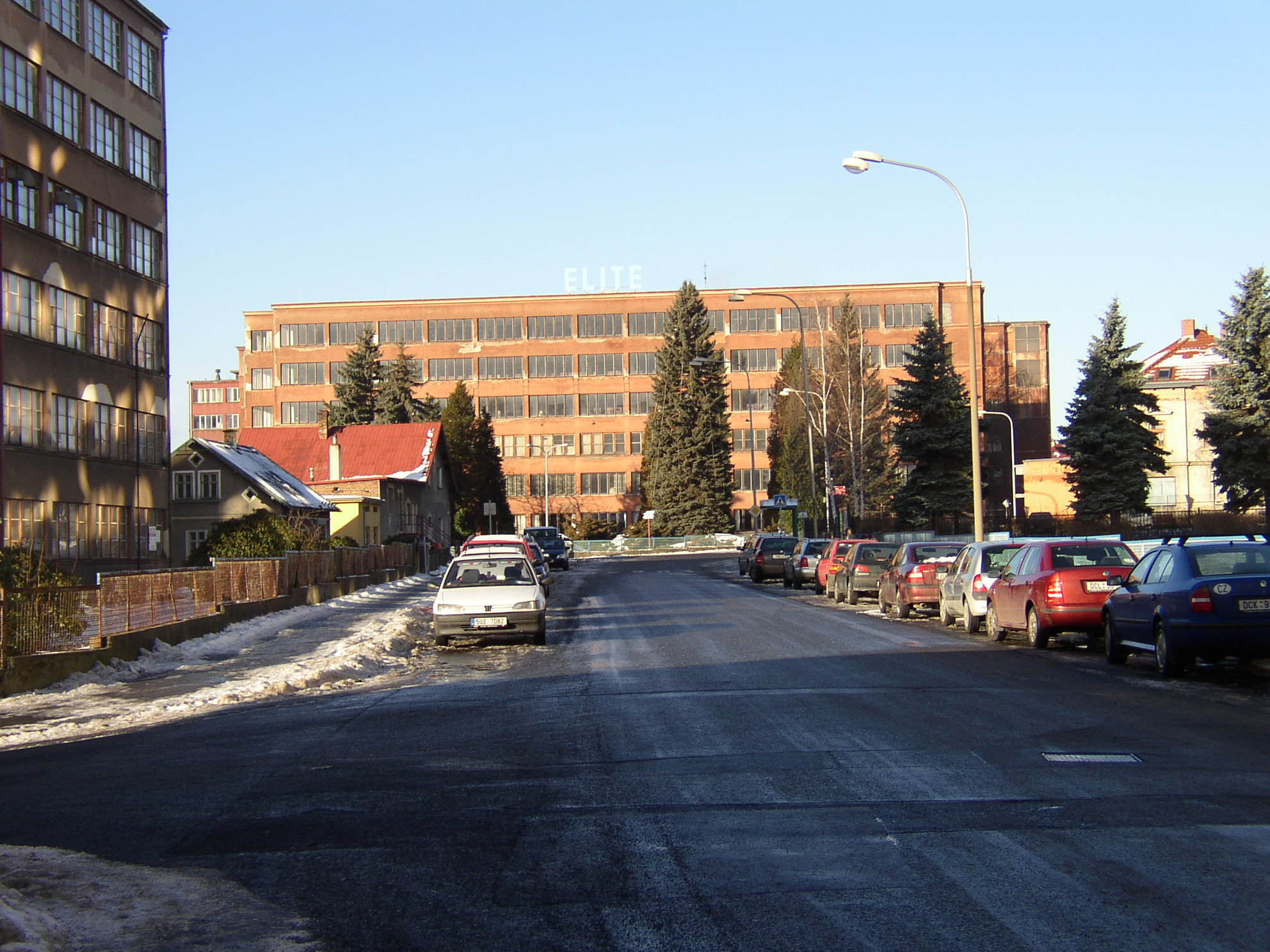
Fabryka pończoch ELITE a.s

Varnsdorf ma długie tradycje miasta przemysłowego. Największym pracodawcą w mieście jest fabryka obrabiarek TOS Varnsdorf założona w 1907 roku. Drugim ważnym zakładem jest fabryka włókiennicza Velveta. Innym dużym zakładem jest wytwórnia pończoch ELITE a.s. Działa tu także zakład przeróbki skóry Vitana a.s. oraz inne pomniejsze zakłady.